# Honorable C.N.O.T.E.
Карлтон Дэвис Мэйс-младший (англ. Carlton Davis Mays, Jr., род. 8 апреля 1981 года, Бентон-Харбор, Мичиган, США), более известен как Honorable C.N.O.T.E. (или Da Honorable C.N.O.T.E.) — американский композитор, битмейкер и музыкальный продюсер. Он известен своими совместными работами с такими рэперами, как 2 Chainz, Migos, Ne-Yo, Flo Rida, Gucci Mane, Трэвисом Скоттом, A$AP Rocky, Фьючером, Meek Mill и Trippie Redd.
Карлтон начал интересоваться продюсированием в 15 лет в Бентон-Харборе, Мичиган, до переезда в Атланту в 2006 году.

## Продюсерская дискография
Birdman — 5 * Stunna (2007)
- 18. «So Tired» (при участии Лила Уэйна)

Flo Rida — Mail on Sunday (2008)
- 01. «American Superstar» (при участии Лила Уэйна)
- 12. «Don’t Know How to Act» (при участии Yung Joc)

2 Pistols — Death Before Dishonor (2008)
- 02. «Death Before Dishonor»
- 04. «Been Throwin' Money»

Mack 10 — Soft White (2009)
- 11. «Dedication (To the Pen)»

B.o.B — B.o.B Presents: The Adventures of Bobby Ray (2010)
- 14. «I See Ya»

Bizarre — Friday Night at St. Andrews (2010)
- 05. «Pussy» (при участии Fiona Simone и KB)
- 10. «Believer» (при участии Tech N9ne и Nate Walka)
- 16. «Warning» (при участии Bonecrusher и Anamul House)

Z-Ro — Meth (2011)
- 01. «Real or Fake»

Coke Boys — Coke Boys 3 (2012)
- 15. «Dirty Money» (French Montana при участии L.E.P. Bogus Boyz)

Фьючер — Pluto (2012)
- 12. «Long Live the Pimp» (при участии Trae tha Truth)

Waka Flocka Flame — Triple F Life: Friends, Fans & Family (2012)
- 08. «Candy Paint & Gold Teeth» (при участии Bun B и Ludacris; совместно с Redwine)
- 19. «Barry Bonds» (при участии ASAP и P Smurf)

Gucci Mane — Trap God (2012)
- 19. «I Fuck With That» (совместно с Mike Will Made It и Southside)

Gucci Mane — Trap God 2 (2013)
- 07. «Bob Marley»
- 23. «Supposed 2» (совместно с Zaytoven)

Gucci Mane — World War 3: Lean (2013)
- 00. «Servin Lean» (Peewee Longway)
- 00. «Extacy Pill» (Young Thug)

Gucci Mane — Trap House III (2013)
- 03. «Use Me» (при участии 2 Chainz)
- 05. «Hell Yes»
- 06. «I Heard» (при участии Rich Homie Quan; совместно с Lex Luger)
- 15. «Chasen Paper» (при участии Rich Homie Quan и Young Thug)
- 16. «Off the Leash» (при участии PeeWee Longway и Young Thug)

2 Chainz — B.O.A.T.S. II: Me Time (2013)
- 07. «Netflix» (при участии Fergie; совместно с Diplo и DJA)
- 10. «Beautiful Pain» (при участии Lloyd и Mase)

Yo Gotti — I Am (2013)
- 09. «Die a Real Nigga»

Lil Bibby — Free Crack (2013)
- 03. «Change»

E-40 — The Block Brochure: Welcome to the Soil 6 (2013)
- 05. «Pablo» (при участии Gucci Mane и Trinidad James)

Lil B — 05 Fuck Em (2013)
- 02. «Welcome to 05»

Gucci Mane — The State vs. Radric Davis II: The Caged Bird Sings (2013)
- 06. «Double»
- 09. «Too Many»
- 17. «Threw With That Shit»

Meek Mill — I Don’t Know — Single (2014)
- 01. «I Don’t Know» (при участии Paloma Ford; совместно с CyFyre)

G Herbo — Welcome to Fazoland (2014)
- 16. «All I Got» (при участии Lil Bibby)

Gucci Mane — Trap House 4 (2014)
- 06. «Drugs Like You»
- 19. «Outro»

Migos — No Label 2 (2014)
- 15. «Freak No More»

Kevin Gates — By Any Means (2014)
- 09. «Bet I’m on It» (при участии 2 Chainz)

Gucci Mane — Trap God 3 (2014)
- 07. «Swole Pocket Shawty»
- 10. «Start Pimpin'» (при участии Chief Keef)
- 11. «Finger Waves»

Gucci Mane — The Oddfather (2014)
- 03. «Kick Door» (при участии OJ da Juiceman; совместно с C4)

Lil Bibby — Free Crack 2 (2014)
- 15. «Tomorrow»

Gucci Mane — East Atlanta Santa (2014)
- 12. «Riding Dirty» (совместно с Metro Boomin и Doughboy Beatz)

Gucci Mane — 1017 Mafia: Incarcerated (2015)
- 08. «Story» (при участии Young Dolph)

Rae Sremmurd — SremmLife (2015)
- 11. «Safe Sex Pay Checks»

Ne-Yo — Non-Fiction (2015)
- 20. «Worth It» (совместно с Jesse «Corporal» Wilson и Chucky Thompson)

G Unit — The Beast Is G Unit (2015)
- 02. «I’m Grown»

Gucci Mane — Trap House 5 (2015)
- 13. «Constantly» (при участии Chief Keef)

A$AP Rocky — At. Long. Last. ASAP (2015)
- 15. «M'$» (при участии Лила Уэйна; совместно с Mike Dean)

Migos — Yung Rich Nation (2015)
- 01. «Memoirs»
- 02. «Dab Daddy»
- 04. «Spray the Champagne» (совместно с Murda Beatz)
- 05. «Street Nigga Sacrifice»
- 06. «Highway 85»
- 13. «Trap Funk»

K Camp — Only Way Is Up (2015)
- 03. «Yellow Brick Road» (совместно с Big Fruit)
- 11. «Rolling» (при участии Snoop Dogg)

Pusha T — King Push – Darkest Before Dawn: The Prelude (2015)
- 04. «Crutches, Crosses, Caskets» (совместно с Puff Daddy, Mario Winans, Sean C & LV, и Yung Dev)

Yo Gotti — The Art of Hustle (2016)
- 13. «Hunnid» (при участии Pusha T)
- 14. «Luv Deez Hoes» (при участии 2 Chainz)

2 Chainz — ColleGrove (2016)
- 02. «Smell Like Money» (при участии Lil Wayne)

A$AP Ferg — Always Strive и Prosper (2016)
- 07. «New Level» (при участии Future)

Belly — Another Day in Paradise (2016)
- 04. «Exotic» (при участии Waka Flocka Flame)

DJ Drama — Quality Street Music 2 (2016)
- 07. «Onyx» (при участии Ty Dolla $ign, Trey Songz, и August Alsina)
- 09. «Back and Forth» (при участии Skeme и Yakki Divioshi)

Трэвис Скотт — Birds in the Trap Sing McKnight (2016)
- 02. «way back» (совместно с Hit-Boy, Cashmere Cat, Rogét Chahayed и Mike Dean)

Gucci Mane — Woptober (2016)
- 04. «Money Machine» (при участии Rick Ross)

Migos (2016)
- «Dat Way» (при участии Rich The Kid)

SremmLife Crew — Adult Swim Singles Program 2016
- 20. «Ball Out the Lot» (при участии Bobo Swae и Swae Lee)[8]

A$AP Ferg — New Level (Remix) — Single (2016)
- 01. «New Level (Remix)» (при участии Future, A$AP Rocky и Lil Uzi Vert)

Meek Mill — DC4 (2016)
- 11 «Way Up» (при участии Tracy T)

Gucci Mane (2016)
- 01. «Floor Seats» (при участии Quavo)[9]

Lil Uzi Vert & Gucci Mane — 1017 vs. The World (2016)
- 01. «Changed My Phone»
- 02. «Today!!»

Kodak Black — Painting Pictures (2017)
- 16. «Feeling Like» (при участии Jeezy) (совместно с Derelle Rideout)

Zaytoven (2017)
- 00. «East Atlanta Day» (при участии Gucci Mane и 21 Savage) (совместно с Zaytoven)

Philthy Rich (2017)
- 00. «Water Leak» (при участии Lil Uzi Vert, Offset и Sauce Walka)[10]

Meek Mill —  Wins & Losses (2017)
- 12 «Glow Up»

Trippie Redd (2017)
- «Dark Knight Dummo»  (при участии Трэвиса Скотта)[11]

Quality Control — Quality Control: Control the Streets Volume 1 (2017)
- 13. «The Load»  (при участии Gucci Mane, Lil Baby и Marlo)
- 18. «Holiday»  (при участии Lil Yachty & Quavo) (совместно с Supah Mario)[12]

Migos — Culture II (2018)
- 02. «Supastars»  (совместно с Buddah Bless, DJ Durel и Quavo)

Gucci Mane, Migos, Lil Yachty (2018)
- 00. «Solitare»

Кристина Агилера — Liberation (2018)
- 12. «Accelerate» (при участии Ty Dolla $ign и 2 Chainz)

scarlxrd (2018)
- 00 «MAD MAN.»

Trippie Redd (2018)
- «Ghost Busters»  (при участии Quavo, XXXTentacion, Ski Mask the Slump God)[13]

Джек Харлоу — Loose (2018)
- 04. «Slide For Me.»

Джек Харлоу — Confetti (2019)
- 04. «Sunday Night.»

21 Savage & Metro Boomin — Savage Mode II (2020)
- 03. «Glock In My Lap.» (совместно с Metro Boomin & Southside)